# Дисперсійне середовище
Дисперсі́йне середо́вище (рос. дисперсионная среда, англ. dispersion medium; нім. Dispersionsmedium n) — середовище, в якому розміщені частинки подрібненої речовини. 
Дисперсійне середовище разом з цими частинками (дисперсною фазою) називають дисперсною системою (напр., суспензія, молоко, туман, дим). 
Дисперсійне середовище — компонент або компоненти дисперсної системи, що утворюють безперервну фазу.
| Аерозоль | - | ??? |

| Пил | - | Гранулят |

| Бульбашки у воді | - | Піна |

| Емульсія | - | Високодисперсна фазова емульсія (ВДФЕ) |

| Суспензія | - | Висококонцентрована суспензія (наприклад, Висококонцентрована водовугільна суспензія) |

| Тверде тіло з закритими бульбашками | - | Тверда піна/Губка |

| ??? | - | ??? |

| --- | - | --- |